# Greci ottomani

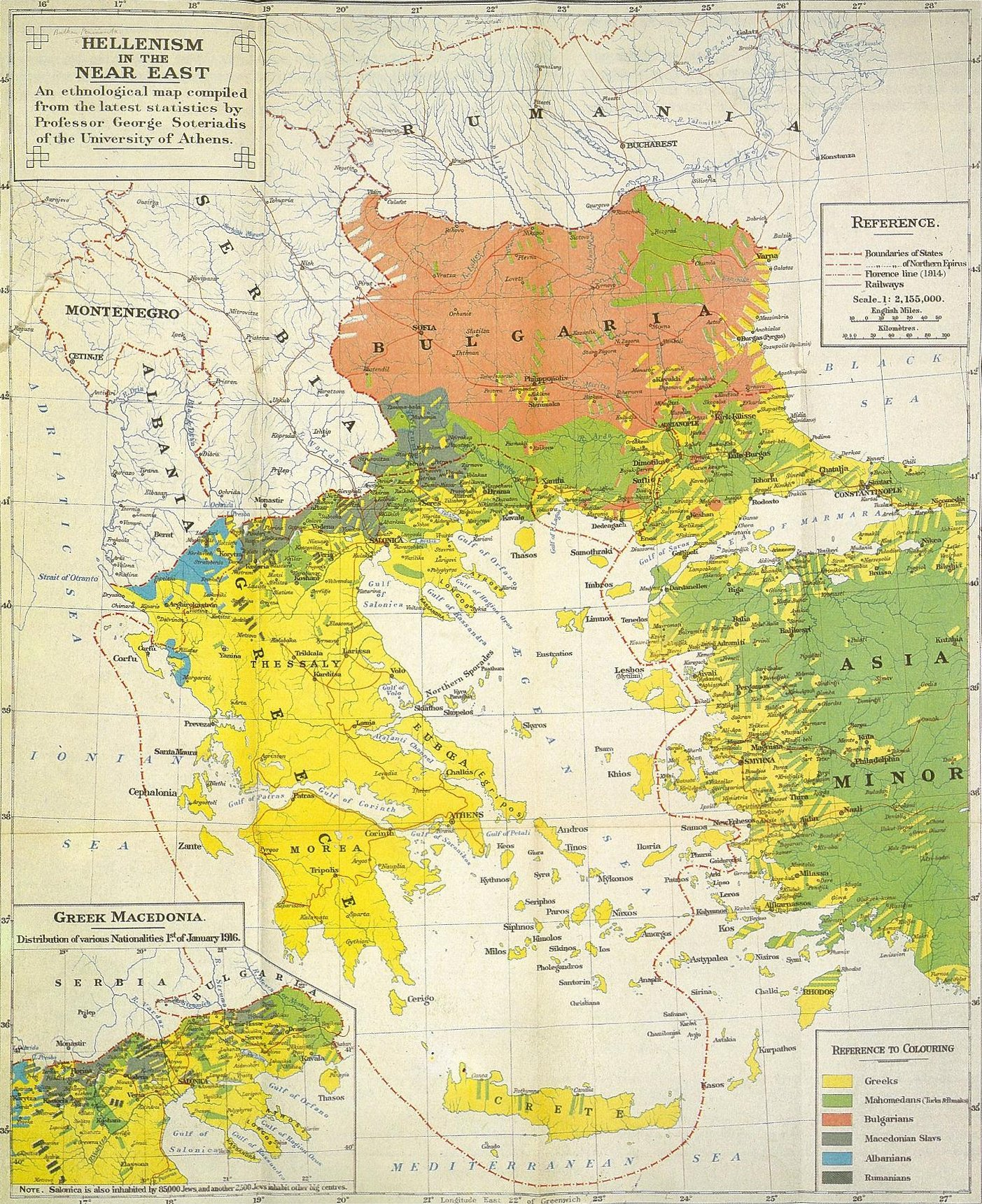
L'ellenismo (giallo) nell'Egeo durante e dopo la prima guerra mondiale di George Soteriadis dell'Università di Atene.

I greci ottomani (in greco Ρωμιοί?, in turco Osmanlı Rumları) erano i greci etnici che vivevano nell'Impero ottomano (1299-1922), molti dei quali si trovano nell'odierna Turchia. I greci ottomani erano cristiani greco-ortodossi che appartenevano al Rum Millet (Millet-i Rum). Erano concentrati nella Tracia orientale (specialmente dentro e intorno a Costantinopoli) e nell'Anatolia occidentale, centrale e nord-orientale (specialmente a Smirne, Cappadocia e Vilayet di Erzurum, rispettivamente). C'erano anche comunità greche considerevoli altrove nei Balcani ottomani, nell'Armenia ottomana e nel Caucaso ottomano, incluso in quella che, tra il 1878 e il 1917, costituiva la provincia russa del Caucaso dell'Oblast' di Kars, in cui i greci del Ponto, i greci dell'Anatolia nord-orientale e il greci del Caucaso che avevano collaborato con l'esercito imperiale russo nella guerra russo-turca del 1828-1829 furono stanziati in oltre 70 villaggi, come parte della politica ufficiale russa per ripopolare con cristiani ortodossi un'area che era tradizionalmente composta da musulmani ottomani e armeni.

## Storia

### Introduzione

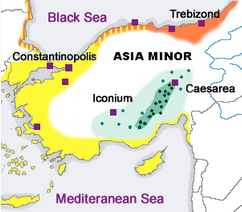
Distribuzione dei greci anatolici nel 1910: parlanti greci demotici in giallo, greco pontico in arancione e greco cappadocico in verde con indicati i singoli villaggi.

Nell'Impero ottomano, in accordo con il sistema dhimmi musulmano, ai cristiani greci venivano garantite libertà limitate (come il diritto di culto), ma venivano trattati come cittadini di seconda classe. Cristiani ed ebrei non erano considerati uguali ai musulmani: nei tribunali le testimonianza contro i musulmani da parte di cristiani ed ebrei erano inammissibili. A loro era proibito portare armi o cavalcare cavalli, le loro case non potevano trascurare quelle dei musulmani e le loro pratiche religiose dovevano sottostare a quelle dei musulmani, oltre a varie altre limitazioni legali. La violazione di questi statuti avrebbe potuto comportare sanzioni che andavano dalla riscossione di ammende all'esecuzione.
Il Patriarca Ecumenico era riconosciuto come il più alto leader religioso e politico (millet-bashi, o etnarca) di tutti i sudditi cristiani ortodossi del Sultano, sebbene in alcuni periodi alcune grandi potenze, come la Russia (in base al Trattato di Küçük Kaynarca del 1774), o la Gran Bretagna rivendicavano i diritti di protezione sui sudditi ortodossi dell'Impero ottomano.

### XIX secolo
Le tre maggiori potenze europee, Gran Bretagna, Francia e Russia (conosciute come le Grandi Potenze), si opposero al trattamento riservato dall'Impero ottomano alla sua popolazione cristiana e fecero sempre più pressioni sul governo ottomano (noto anche come Sublime Porta) per estendere gli stessi diritti a tutti i suoi cittadini. A partire dal 1839, il governo ottomano attuò le riforme del Tanzimat per migliorare la situazione dei non musulmani, anche se queste si sarebbero rivelate in gran parte inefficaci. Nel 1856, l'Hatt-ı Hümayun promise l'uguaglianza per tutti i cittadini ottomani indipendentemente dalla loro etnia e confessione, ampliando la portata dell'Hatt-ı Şerif di Gülhane del 1839. Il periodo riformista raggiunse l'apice con la Costituzione, (o Kanûn-ı Esâsî in turco ottomano), che fu promulgata il 23 novembre 1876. Stabilì la libertà di credo e l'uguaglianza di tutti i cittadini davanti alla legge.

### XX secolo

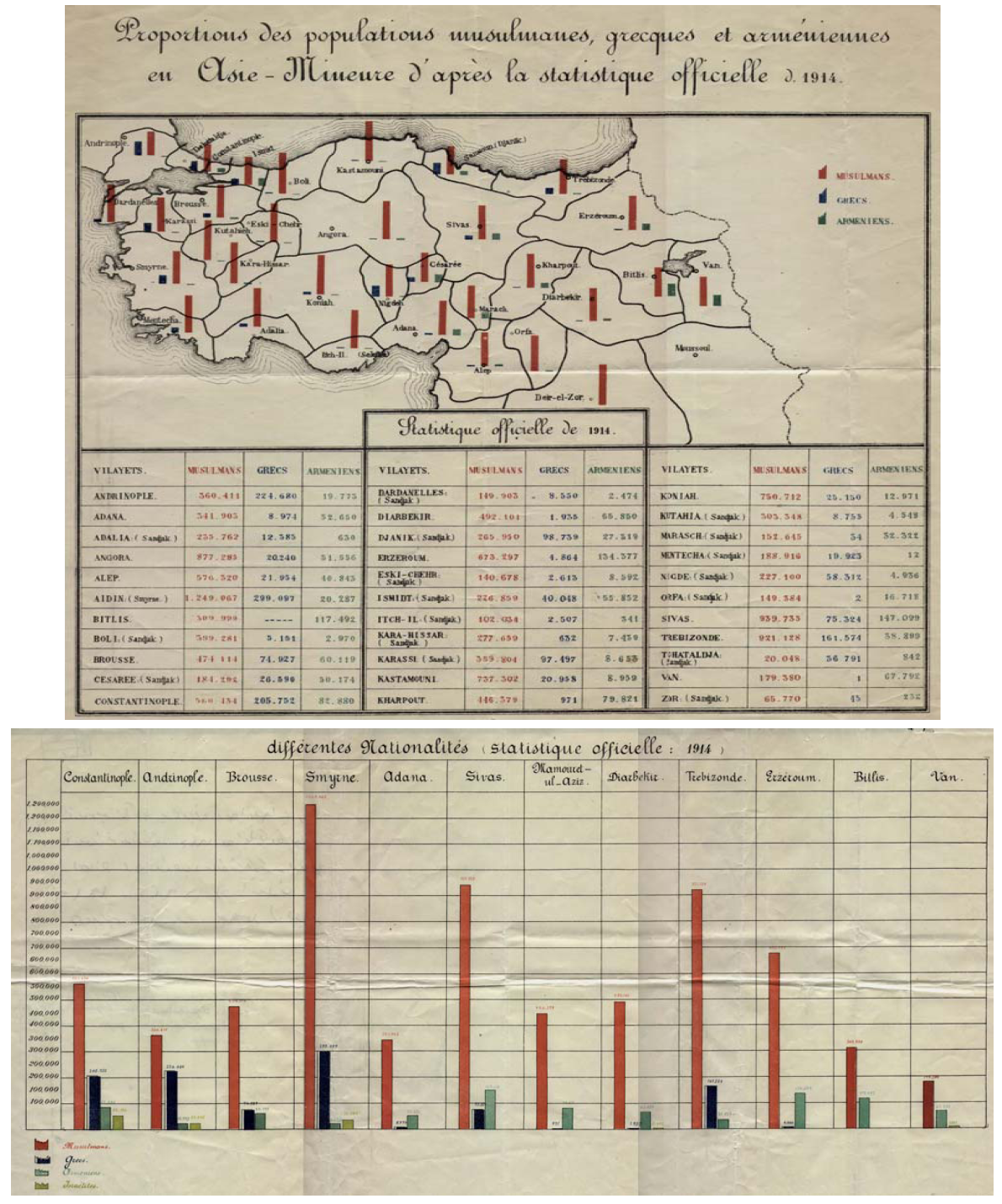
Un documento del 1914 che mostra le cifre ufficiali del censimento della popolazione dell'Impero ottomano del 1914. La popolazione totale (somma di tutti i millet) è stata data a 20.975.345, e la popolazione greca è stata data a 1.792.206.

Il 24 luglio 1908, le speranze dei greci per l'uguaglianza nell'Impero ottomano si accesero con la rimozione del sultano Abdul Hamid II (r. 1876-1909) dal potere e con la restaurazione nel Paese di una monarchia costituzionale. Il Comitato di Unione e Progresso (più comunemente chiamato i Giovani Turchi), un partito politico contrario al dominio assoluto del sultano Abdul Hamid II, aveva guidato una ribellione contro il sovrano. I Giovani Turchi pro-riforma deposero il sultano e lo sostituirono con l'inefficace sultano Mehmed V (r. 1908–1918).
Prima della prima guerra mondiale, vi erano circa 1,8 milioni di greci che vivevano nell'Impero ottomano. Alcuni importanti greci ottomani servirono come deputati parlamentari ottomani. Nel parlamento del 1908 c'erano ventisei (26) deputati greci ottomani, ma il loro numero scese a diciotto (18) nel 1914. Si stima che la popolazione greca dell'Impero ottomano in Asia Minore avesse 2.300 scuole comunitarie, 200.000 studenti, 5.000 insegnanti, 2.000 chiese greco-ortodosse e 3.000 sacerdoti greco-ortodossi.
Dal 1914 al 1923, i greci in Tracia e in Asia Minore furono oggetto di una campagna che includeva massacri e deportazioni interne che coinvolgevano marce della morte. L'Associazione internazionale degli studiosi del genocidio (IAGS) lo riconosce come genocidio e si riferisce alla campagna come genocidio greco.

## Patriarcato di Costantinopoli
Dopo la caduta di Costantinopoli nel 1453, quando il sultano sostituì virtualmente l'imperatore bizantino tra i cristiani sottomessi, il patriarca ecumenico di Costantinopoli fu riconosciuto dal sultano come capo religioso e nazionale (etnarca) dei greci e delle altre etnie che erano incluse nel Millet greco-ortodosso. Il Patriarcato acquisì un'importanza primaria e occupò questo ruolo chiave tra i cristiani dell'Impero ottomano perché gli ottomani non distinguevano legalmente tra nazionalità e religione, e quindi consideravano tutti i cristiani ortodossi dell'Impero come un'unica entità.
La posizione del Patriarcato nello stato ottomano incoraggiò i progetti di rinascimento greco, incentrati sulla resurrezione e la rivitalizzazione dell'Impero bizantino. Il Patriarca e quei dignitari della chiesa intorno a lui costituirono il primo centro di potere per i greci all'interno dello Stato ottomano, riuscendo a infiltrarsi nelle strutture dell'Impero ottomano, attirando l'ex nobiltà bizantina.

## Identità

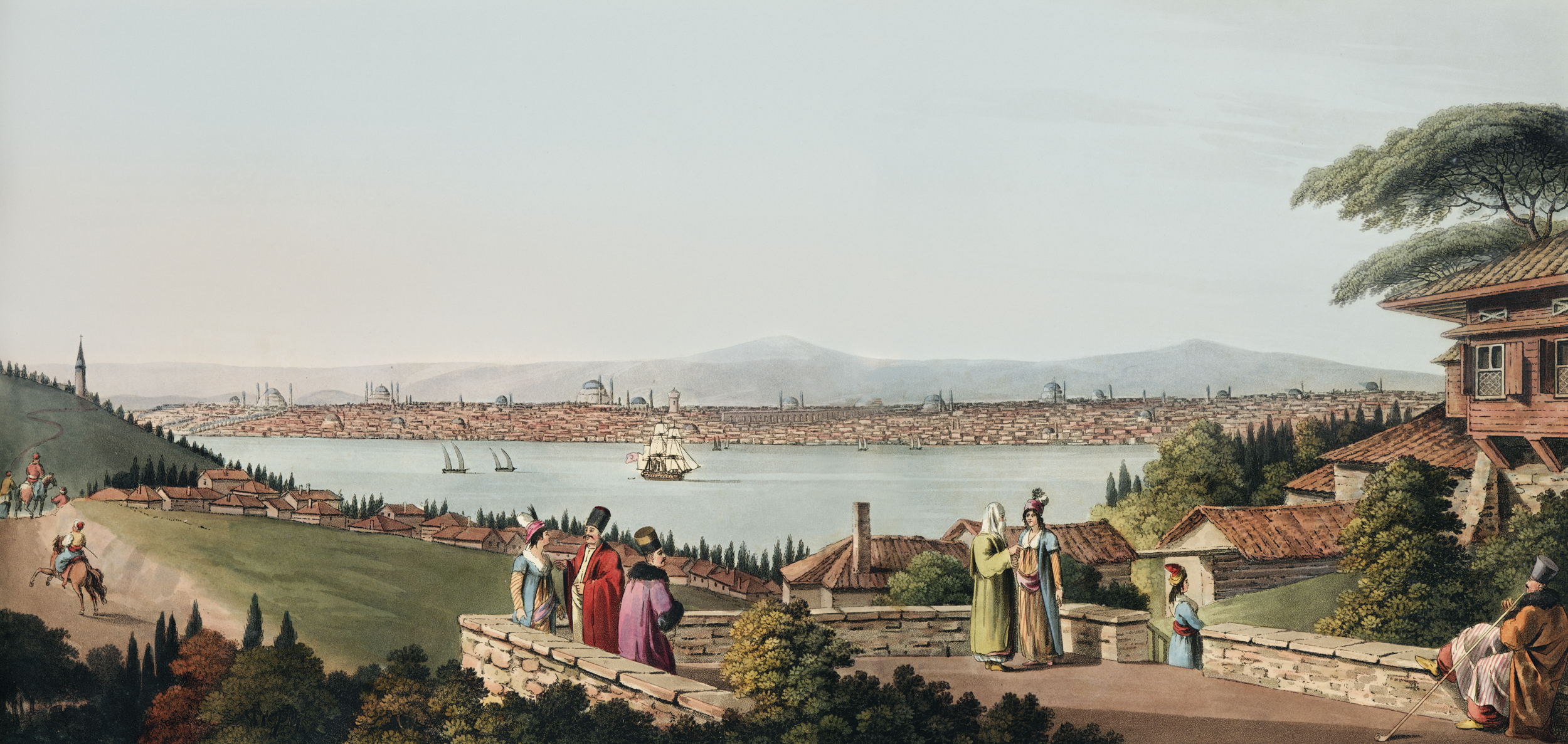
Greci ottomani a Costantinopoli, dipinto da Luigi Mayer

I greci erano un gruppo consapevole all'interno della più ampia comunità religiosa cristiana ortodossa fondata dall'Impero ottomano. Si sono distinti dai loro correligionari ortodossi conservando la loro cultura, i costumi, la lingua e la tradizione educativa greci. Durante i periodi post-bizantino e ottomano, i greci, come membri del Patriarcato ecumenico di Costantinopoli, si dichiararono Graikoi (greco: Γραικοί, "greci") e Romaioi o Romioi (greco: Ρωμαίοι/Ρωμηιοί, "romani").

## Eminenti greci ottomani
- Aleksandro Karatodori (1833-1906).
- Basil Zaharoff (1850-1936), trafficante d'armi e finanziere.
- Christakis Zografos (1820-1896), banchiere e benefattore.
- Elia Kazan (1909-2003), regista, produttore, scrittore e attore.
- Elias Venezis (1904-1973), scrittore di Ayvalık.
- Evangelinos Misailides (1820-1890).
- Hüseyin Hilmi Pasha (1855-1922), Gran Visir.
- Pargali Ibrahim Pasha (1494–1536), Gran Visir di Solimano il Magnifico.
- Kösem Sultan (1589-1651), moglie del sultano ottomano Ahmed I.
- Michael Vasileiou, mercante e benefattore del XIX secolo.
- Nicola Mavrocordato (1670–1730).
- Principe Alexander Mavrocordatos (1791-1865), statista greco.
- Yorgo Zarifi (1810-1884), banchiere e finanziere.
- Aristotele Onassis (1906-1975), armatore.
- Anton Christoforidis (1918-1985), pugile greco dei pesi massimi leggeri.
- Sir Alec Issigonis (1906–1988), designer automobilistico greco-britannico la cui opera più famosa è la Mini.
- Adamantios Korais (1748-1833), studioso umanista greco
- Roza Eskenazi (1890-1980), famosa cantante.
- Rita Abatzi (1914-1969), famosa cantante.
- Giorgos Seferis (1900-1971), poeta greco che ha ricevuto il Premio Nobel per la letteratura.
- Marika Ninou (1918-1957), famosa cantante.
- Giannis Papaioannou (1913-1972), famoso cantante.
- Leonidas Paraskevopoulos (1860-1936) - militare e politico greco.
- Kostas Skarvelis (1880-1942), famoso cantante.
- Matthaios Kofidis (1855-1921), uomo d'affari e politico.

## Galleria d'immagini

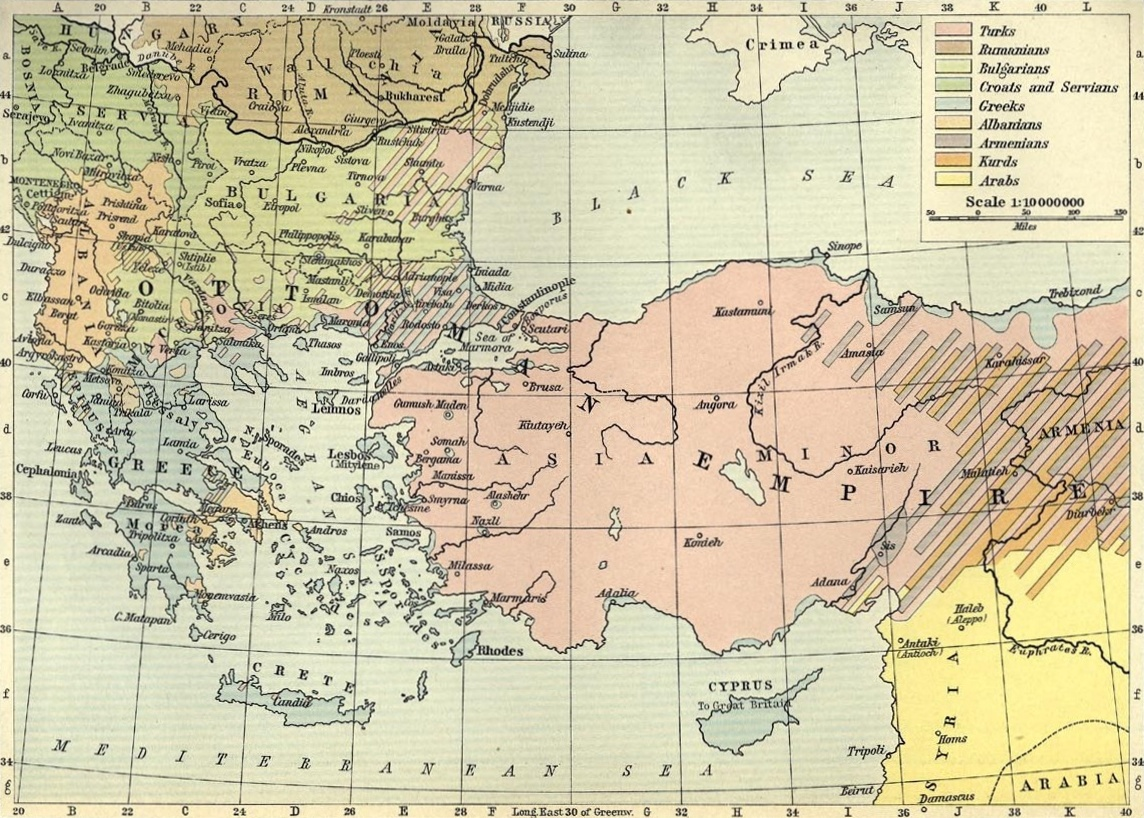
Mappa raffigurante la composizione etnica dei territori ottomani nel 1911.
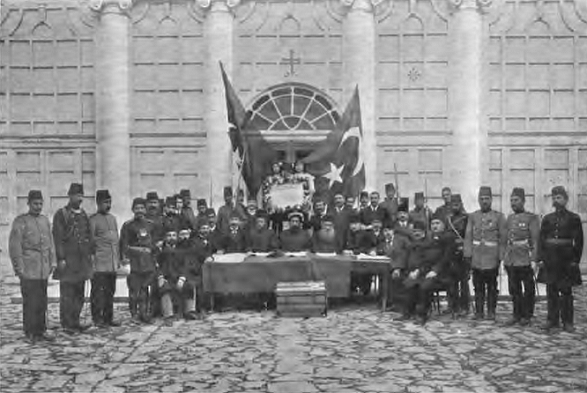
Dichiarazione della Costituzione; Leader musulmani, greci e armeni insieme.